# Tsu
Tsu (津市 Tsu-shi) er en by i Japan.
Tsu er beliggende på sydkysten af den vestlige del af Japans hovedø Honshū. Byen har 273.267 (2020) indbyggere. Den er hovedby i præfekturet Mie.

## Ekstern henvisning
- Wikimedia Commons har flere filer relateret til Tsu
- Officiel hjemmeside